# Mysuru (Distrikt)
Der Distrikt Mysuru (Kannada: ಮೈಸೂರು ಜಿಲ್ಲೆ; auch Mysore) ist ein Distrikt des indischen Bundesstaates Karnataka. Verwaltungszentrum ist das namensgebende Mysuru (Mysore), die zweitgrößte Stadt Karnatakas.

## Geografie
Der Distrikt Mysuru liegt im Süden Karnatakas im südlichsten Teil des Dekkan-Plateaus. Nachbardistrikte sind Kodagu im Westen, Hassan im Norden, Mandya im Nordosten, Chamarajanagar im Südosten und Wayanad im Südwesten. Letzterer gehört bereits zum Nachbarbundesstaat Kerala.

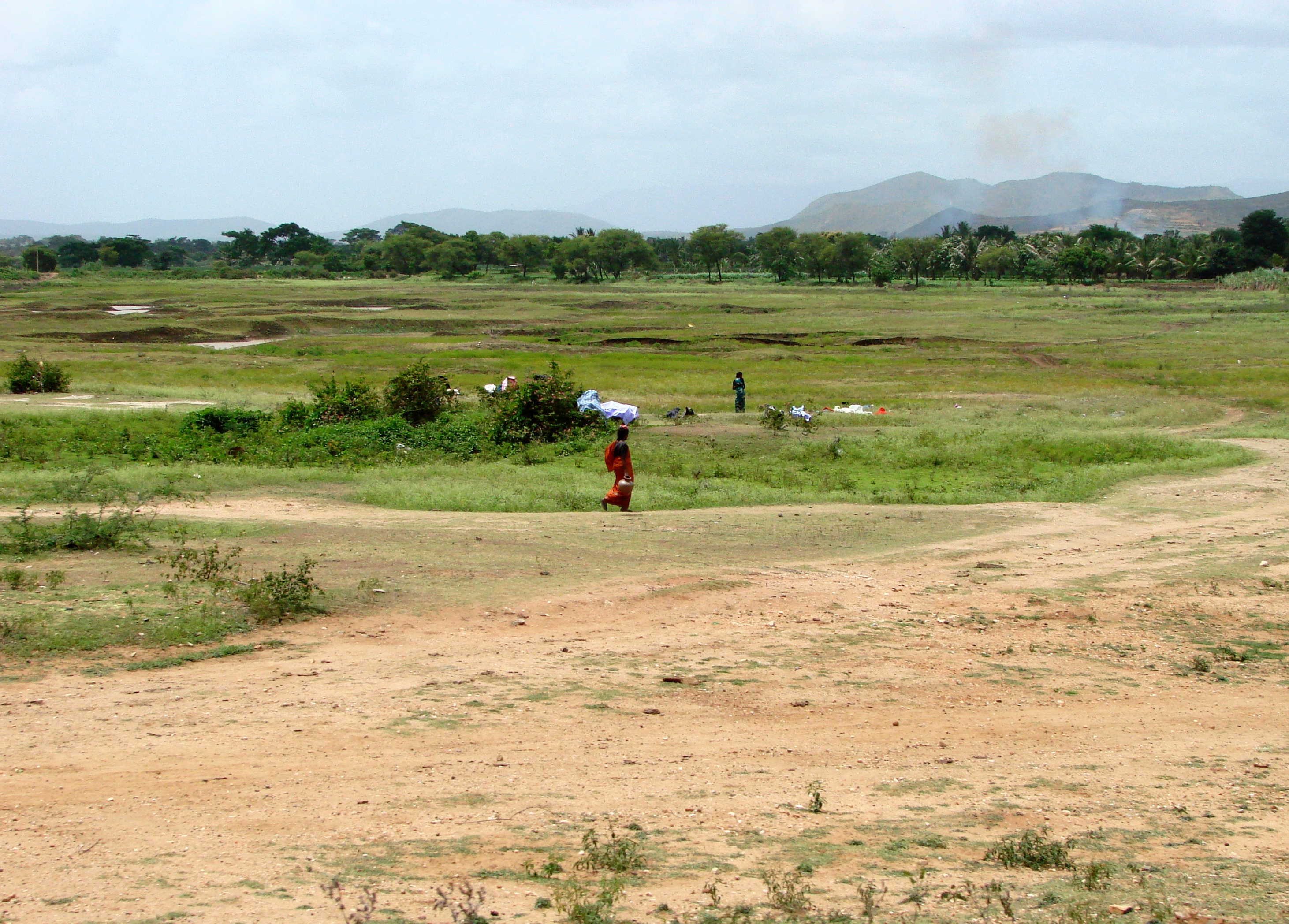
Landschaft bei Mysuru

Das Distriktgebiet hat eine Fläche von 6.307 Quadratkilometern und bildet eine sanft hügelige Hochebene mit einer durchschnittlichen Höhe von 700 bis 900 Metern über dem Meeresspiegel. Teilweise ragen Ausläufer der Westghats, die Höhen von bis zu 1200 Metern erreichen, in den Distrikt Mysuru hinein. Über ein Drittel des Distriktgebiets ist bewaldet. Zum Distrikt Mysuru gehört auch ein Teil des Nagarhole-Nationalparks, der ein Rückzugsgebiet für wilde Tiere wie Tiger, Leoparden und Elefanten bildet. Durch den Nordteil des Distrikts fließt der Fluss Kaveri, einer der Hauptströme Südindiens. An der Grenze zum Distrikt Mandya ist die Kaveri zum Krishnarajasagara-Stausee aufgestaut. Nach dem Waldbericht des indischen Umweltministeriums 2019 waren knapp 17 % der Distriktfläche von Wald bedeckt (Durchschnitt Karnatakas: 20,1 %).
Der Distrikt Mysuru ist in die sieben Taluks Heggadadevanakote, Hunsur, Krishnarajanagar, Mysuru, Nanjangud, Piriyapatna und Tirumakudal-Narsipur unterteilt.

## Geschichte
Während der britischen Kolonialzeit gehörte der Distrikt zum Fürstenstaat Mysore. 1939 wurde der Distrikt Mandya als eigener Distrikt aus dem Distrikt Mysore gelöst. Nach der indischen Unabhängigkeit vollzog der Fürstenstaat Mysore 1949 den Anschluss an die Indische Union. Durch die Neuordnung der indischen Bundesstaaten im States Reorganisation Act wurde der Distrikt Mysore 1956 zu einem Teil des nach den Sprachgrenzen des Kannada geschaffenen Bundesstaats Mysore (1973 umbenannt in Karnataka). Dabei gewann Mysore das Taluk Kollegal vom Distrikt Coimbatore hinzu. 1997 spaltete sich der südliche Teil des Distrikts Mysore als Distrikt Chamarajanagar ab. 2014 wurde der Distrikt in Mysuru umbenannt.

## Bevölkerung

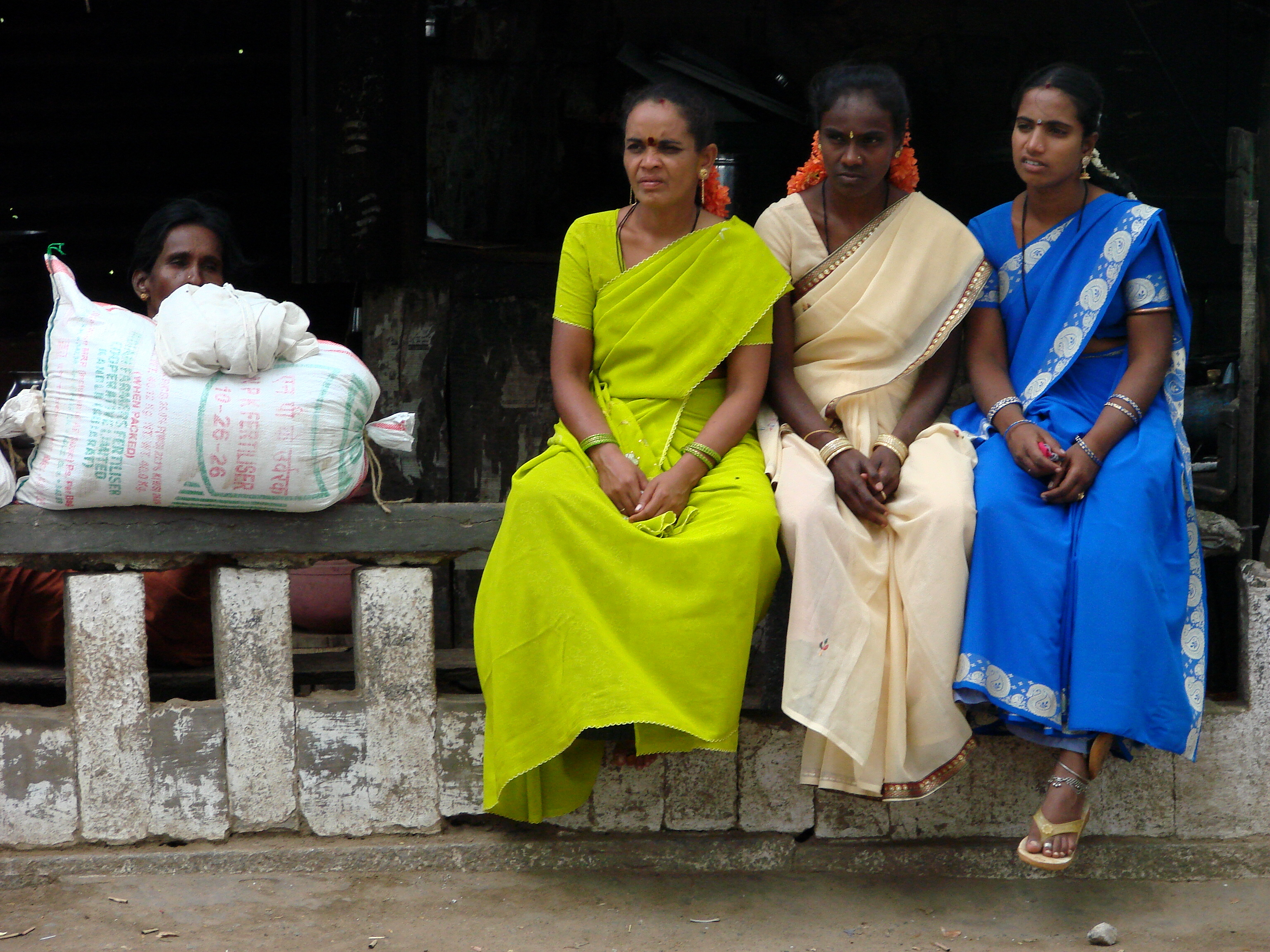
Frauen in einem Dorf im Distrikt Mysuru

Bei der indischen Volkszählung 2011 hatte der Distrikt Mysuru 3.001.127 Einwohner. Damit war er nach Bengaluru Urban und Belagavi der drittgrößte Distrikt Karnatakas. Zwischen 2001 und 2011 wuchs die Einwohnerzahl um 13,6 Prozent und damit nur wenig langsamer als im Mittel des Bundesstaates (15,7 Prozent). Die Bevölkerungsdichte lag mit 476 Einwohnern pro Quadratkilometer über dem Durchschnitt des Karnatakas (319 Einwohner pro Quadratkilometer). 41,5 Prozent der Einwohner des Distrikts Mysuru lebten in Städten. Der Urbanisierungsgrad war damit höher als der Mittelwert des Bundesstaates (38,6 Prozent). Die Alphabetisierungsquote lag mit 72,8 Prozent unter dem Durchschnitt Karnatakas (76,1 Prozent).
Unter den Einwohnern des Distrikts stellten nach der Volkszählung 2011 Hindus mit 87,7 Prozent eine große Mehrheit. Zum Islam bekannten sich 9,7 Prozent der Bevölkerung. Eine kleinere Minderheit stellen Buddhisten mit 0,5 Prozent dar. Dabei handelt es sich größtenteils um Nachfahren tibetischer Flüchtlinge, die in den 1950er- und 1960er-Jahren von der indischen Regierung in Bylakuppe und anderen Orten im Distrikt Mysuru angesiedelt wurden. Die Volkszählung 2011 klassifizierte 11,1 Prozent der Distriktbevölkerung als Angehörige der Stammesbevölkerung (scheduled tribes, vgl. Adivasi). Dabei handelt es sich größtenteils um Angehörige der Naikda sowie einige Jenu Kuruba.

## Wirtschaft
Nach der Volkszählung 2011 waren 1.314.268 Personen als arbeitend registriert (43,8 %; 921.803 Männer, 392.465 Frauen). Darunter befanden sich 349.337 Bauern (agricultural cultivators) und 311.002 Landarbeiter (agricultural labourers). Der Anteil der in der Landwirtschaft Beschäftigten belief sich auf 50,2 %. 28.162 Personen arbeiteten in Heimarbeit und 625.767 wurden als „sonstige Arbeiter“ gezählt. Im Jahr 2016/16 wurden etwa 332.535 ha landwirtschaftlich genutzt, davon 154.517 ha mit mehr als einer Ernte pro Jahr. Hauptsächlich an Nahrungsmittelgetreiden (food grains) angebaut wurden Reis, Fingerhirse (Ragi, ರಾಗಿ), Mais, Pferdebohnen (horse gram, Macrotyloma uniflorum, ఉలవలు), Augenbohnen (cowpea), Helmbohnen (avare, ಅವರೆ), Urdbohnen (black gram), Mungbohnen (green gram), Sorghumhirse (jowar), Straucherbsen (tur, ತೊಗರಿ) und Kichererbsen (Bengal gram). An Marktfrüchten (cash crops) wurden Tabak, Baumwolle, Zuckerrohr, Kokosnüsse und Gewürze angebaut. Bedeutend war auch die Obst- und Gemüseproduktion (Bananen, Mangos, Papaya, Sapote, Tomaten, Auberginen (brinjal), grüne Paprika etc.).

## Sehenswürdigkeiten

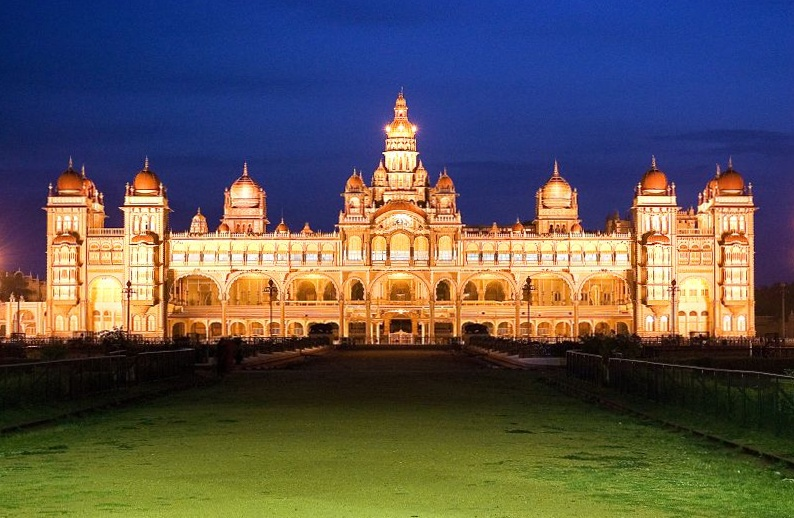
Der Amba-Vilas-Palast bei Nacht

Die wichtigste Sehenswürdigkeit des Distrikts ist die Stadt Mysuru. Die ehemalige Maharaja-Residenz zieht dank prunkvoller Bauten wie dem 1912 fertiggestellten Stadtpalast (Amba Vilas) zahlreiche Touristen an. Am Rand Mysurus erhebt sich der 1.062 Meter hohe Hausberg Chamundi Hill, auf dessen Gipfel sich mit dem Chamundeshwari-Tempel ein populäres Pilgerziel befindet. An die Herrschaft der Hoysala erinnert der im 13. Jahrhundert erbaute Keshava-Tempel in Somanathapura rund 35 Kilometer östlich von Mysuru, der neben den Tempeln von Halebid und Belur als eines der bedeutendsten Beispiele der Hoysala-Architektur gilt.

## Städte
| Stadt                | Einwohner (2001) |
| -------------------- | ---------------- |
| Bannur               | 23.190           |
| Belvata              | 5.627            |
| Bhogadi              | 4.813            |
| Hebbalu              | 1.471            |
| Heggadadevanakote    | 12.043           |
| Hunsur               | 43.893           |
| Krishnarajanagar     | 30.603           |
| Mysuru               | 742.261          |
| Nanjangud            | 48.220           |
| Piriyapatna          | 14.922           |
| Tirumakudal-Narsipur | 9.930            |